# Рапозу, Иполиту
Жозе́ Ипо́литу Важ Рапо́зу (порт. José Hipólito Vaz Raposo более известный как Ипо́литу Рапо́зу; 13 февраля 1885, Сан-Висенте-да-Бейра — 26 августа 1953, Лиссабон) — португальский адвокат, писатель, историк и монархист, один из ярких лидеров лузитанского интегрализма, представитель течения регионализма в португальской литературе XX века. 

## Передача имени
В данном случае, согласно правилу португальско-русской практической транскрипции, сочетание порт. Vaz Raposo следует транскрибировать в русском языке по аналогии с так называемым льезоном (разновидность сандхи) формой Важ Рапозу, а варианты Вас Рапозу, Ваш Рапозу или Ваз Рапозу считать неприемлемыми, поскольку в пиренейском (европейском или континентальном) варианте португальского языка в потоке речи z при произношении перед звонкими согласными передаётся русской буквой «ж». А. Ж. Сарайва и О. Лопеш в Указателе имён «Истории португальской литературы» использовали следующий порядок имён: Рапозу, Жозе Иполиту Ваш. В этом случае конечное z в европейском варианте португальского языка при произношении перед паузой передаётся русской буквой «ш».

## Биография и творчество
Среднее образование получил в лицее Камилу Каштелу Бранку. Рано раскрыл литературные способности, публикуя заметки в провинциальной прессе, затем как сотрудник Diário de Notícias в разделе недельной хроники. В 1911 году окончил юридический факультет Коимбрского университета. В студенческие годы опубликовал два сборника рассказов: Coimbra Doutora (1910) и Boa Gente (1911). Перебрался в Лиссабон, где обосновался и преподавал. В 1916 году стал одним из основателей движения лузитанский интеграционализм вместе с Антониу Сардиньей (António Sardinha, 1888—1925), Луишем де Алмейдой Брагой (Luís de Almeida Braga), Жозе Пекиту Ребелу и Алберту де Монсарашем. В 1917 году эта группа основала свой печатный орган — журнал «Португальская нация» (Nação Portuguesa). Движение занимало консервативную позицию, ратуя за сохранение католичества и монархии, но выступая против политики  Первой республики (1910), и впоследствии против диктатуры Салазара. В 1919 году за участие в мятеже против правительства Первой республики при попытке реставрации монархии был смещён со всех занимаемых должностей, арестован и осуждён военным трибуналом в Санта Кларе к тюремному заключению. Затем был отправлен в изгнание в Анголу (1922—1923), и стал заниматься адвокатской деятельностью в Луанде. Вернувшись в метрополию продолжил заниматься адвокатурой, стал членом Ассоциации португальских археологов. Женился в 1924 году. Снова занимался преподаванием в Лиссабоне, несколько раз подвергался арестам по политическим мотивам. Руководил выпуском периодического издания «Монархия» (A Monarquia). В 1950 году подписал манифест за восстановление монархии в Португалии.
А. Ж. Сарайва и О. Лопеш отнесли Иполиту Рапозу к наиболее определившемуся ядру писателей традиционалистов, которое было связано с лузитанским интегрализмом, возникшим в 1916 году после публикации текстов серии конференций об иберийском вопросе (A Questão Ibérica). Ярчайшим представителем этой группы был писатель и поэт Антониу Сардинья. Иполиту Рапозу выделялся среди членов группы как автор сборника рассказов «Хорошие люди» (Boa Gente, 1911) и «Колыбель, драма гор» (Berço, drama da Serra, 1928), в которых наиболее полно отражена регионалистская тенденция (regionalismo).
Относительно писателя в португальском литературоведении используется термин «регионализм Бейры» (regionalismo beirão), поскольку он родился в исторической провинции Бейра-Байша и лучше всех отразил её быт и нравы.

## Издания
- 1908—1910 — Livro de Horas
- 1910 — Coimbra Doutora
- 1911 — Boa Gente
- 1911 — Folhas do Meu Cadastro (переиздания 1925, 1926, 1940, 1952, 1986)
- 1914 — Sentido do Humanismo
- 1921 — Caras e Corações
- 1922 — Seara nova
- 1926 — Dois nacionalismos
- 1935 — A Beira Baixa ao Serviço da Nação
- 1936 — Aula Régia
- 1937 — Pátria Morena
- 1938 — Direito e Doutores na Sucessão Filipina
- 1938 — Mulheres na Conquista e Navegação
- 1940 — Amar e Servir
- 1942 — Descobrindo Ilhas Descobertas
- 1947 — D. Luísa de Gusmão – Duquesa e Rainha
- 1950 — Oferenda